# Saiana

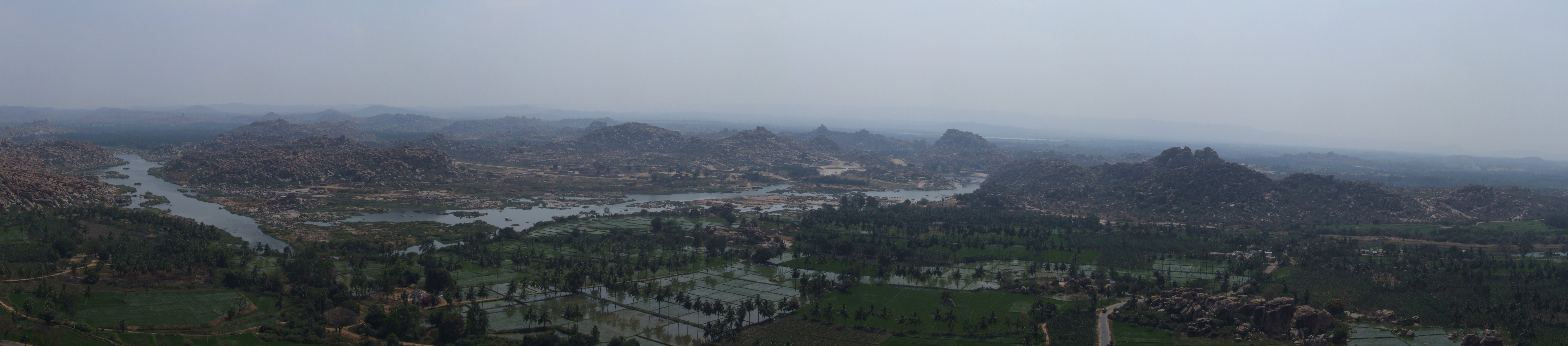
Panorama de la antigua ciudad de Pampaksetra ―capital del Imperio viyaianágara― donde vivió el ministro Saiana.

Saiana (Pampaksetra, 1315-1387) fue un erudito brahmán, importante comentador de los Vedas.

## Nombre sánscrito
Sayana (kannada; con honorífico Sāyaṇācārya; murió 1387) fue un comentarista importante en los Vedas. Él promocionó bajo el reinado de Bukka Raya I y de su sucesor Harihara II, en el Imperio Vijayanagara del sur de la India. Él era el hijo de Mayana y alumno de Vishnu Sarvajna y de Samkarananda. Se le atribuyen más de un centenar de obras, entre los cuales están los comentarios sobre casi todas las partes de los Vedas; algunos fueron llevados a cabo por sus alumnos, y algunos fueron escritos en colaboración con su hermano  Vidyaranya o Mādhava.
- sāyaṇa, en el sistema AITS (alfabeto internacional para la transliteración del sánscrito).[2]
- सायण, en escritura devanagari del sánscrito.[2]
- Pronunciación:
  - /saiána/ en sánscrito[2] o bien
  - /saián/ en varios idiomas modernos de la India (como el bengalí, el hindí, el maratí o el palí).
- Etimología: se supone que es una palabra de origen drāviḍa, y se desconoce su etimología.[2]

También era conocido con el nombre de Saiana Mádhava (Sāyaṇamadhava) y con el honorífico Saiana Acharia (Sāyaṇācārya).

## Biografía
Su padre se llamaba Maiana.
Saiana fue pupilo de los maestros Visnu Sarvagñá y de Shankara Ananda.
Fue uno de los ministros del rey Bukka I de Viyaia Nagara o de Vidia Nagara (entre 1350 y 1379) y también de su sucesor, el rey Jari Jara I.
Se le atribuyen más de cien trabajos, entre ellos comentarios de casi todas las partes de los Vedas.
Algunos fueron escritos por sus propios pupilos, y otros fueron escritos junto con su hermano Mádhava Acharia.

## Obras
El trabajo más importante de Saiana fue el Veda-artha-prakasha (‘la manifestación del significado de los Vedas’).
Max Müller (1849-1875) tradujo al alemán su comentario al Rig-veda.
Se cree que Saiana escribió la porción central del comentario, con contribuciones de su hermano Mādhava, y adiciones de sus alumnos y escritores posteriores, que habrían escrito con el nombre de Saiana.
Por convención, Sayana (o Sāyaṇamādhava) se refiere a esta autoría colectiva del comentario, sin separar las capas de agregados.
También escribió manuales más breves, llamados Sudha Nidhi, acerca de
- praiaschitta (expiación).
- iagña-tantra (rituales).
- purusha-artha (medios de subsistencia del varón).
- aiurveda (medicina tradicional hinduista).
- sanguit-sara (esencia de la música).
- prayaschitra
- alankara
- sarva-dárshana-sangraja (todas las doctrinas).
- dhatu-vriddhi (gramática sánscrita)[4]

### Saiana y la velocidad de la luz
Hasta el día de hoy, los hinduistas creen que el Sol gira alrededor de la Tierra. En el Rig-veda (el texto más antiguo de la India, de mediados del II milenio a. C.), en un himno de alabanza a Suria (el dios del sol) dice:

Saiana, en su comentario al Rig-veda (donde se dice que Suria da vueltas alrededor de la Tierra en su carro de oro fulgurante), escribió:

Se recuerda así: «Oh, Suria, tú que viajas 2202 ioyanas en la mitad de un parpadeo».
Saiana

Esos valores indicarían que el Sol se mueve (viaja) a 116 664,8 km/s. En realidad el Sol con respecto a la Tierra está fijo, por lo que el error es infinito (116 664,8 km/s dividido entre cero).
Si se considera el movimiento real del Sol alrededor del centro de nuestra galaxia (la Vía Láctea), que es de 29,7 km/s, el error de Saiana sería de 392 269.0 %.
Sin embargo, algunos autores creen (aunque sin aportar pruebas) que Saiana no se refería a la velocidad de Suria sino a la velocidad de la luz (una creencia bastante arbitraria). Entonces Saiana habría cometido un error de «solo» 70 % (ya que la velocidad de la luz es de 299 792,5 km/s).

## Velocidad del dios Sol

Las distintas medidas hinduistas de tiempo, sobre una escala logarítmica de segundos. El término inglés second representa la duración de un segundo (10^{0} s); un laghu (2 min); un mujurta representa unos 48 min; un masa representa un mes; el inglés year representa un año; un maja-iuga representa la suma de las cuatro iugas (4.320.000 años); un manu-antara representa la suma de 1000 iugas, un día de Brahmá representa 14 manuantaras, un año de Brahmá representa 360 días, y un ciclo de Brahmá representa una vida completa de Brahma (100 de sus «años»).

Hasta el día de hoy, los hinduistas creen que el Sol gira alrededor de la Tierra a 1,3 millones de kilómetros de altura (en realidad ahora se sabe que es la Tierra la que giera alrededor del Sol. Y se encuentran a unos 150 millones de km de distancia). También creen que la Luna se encuentra el doble más alto que el Sol (o sea, a 2.6 millones de km de distancia) y que era un disco cuyo diámetro es el doble que el del Sol. En realidad ahora se sabe que la Luna es un pequeño satélite de la Tierra, y está a solo 0,384 millones de km de distancia.

El Sol tiene tres velocidades: lento, rápido y moderado. [...] 100.000 ioyanas [1.300.000 km] más allá del Sol se encuentra la Luna; su velocidad es mayor que la del Sol. [...] A 200.000 ioyanas [2.600.000 km] más allá de la Luna hay muchas estrellas, de las cuales sobresalen 28. A 200.000 ioyanas [2.600.000 km] más allá de las estrellas se encuentra el planeta Venus.
Shuka Gosuami

En el siglo XIV, el filósofo Saiana, en su comentario al Rig-veda (donde se dice que Suria, el dios del Sol, da vueltas alrededor de la Tierra en su carro de oro fulgurante), escribió: «Se recuerda así: “Oh, Suria, tú que viajas 2202 ióyanas en la mitad de un parpadeo”».

### Análisis del parpardeo hinduista
Según el Bhágavat-purana (3.11.6-8) se puede deducir que un parpadeo (nimesha en sánscrito) dura aproximadamente 0,53 s.

### Equivalencias temporales
En el texto Moksa-dharma-parva, del libro «Shanti-parva» ―uno de los 16 libros del Majabhárata (texto épico-religioso del siglo III a. C.)― describe el nimisha de la siguiente manera:
1 diva-ratri (día-noche) = 30 muhurtas
1 muhurta (48 min) = 30.3 kala
1 kala (95.0495049504950 s) = 30 kashta
1 kastha (3,1683168316831683 s) = 15 nimisha
1 nimisha = 0,21122112211221122112211221122 s
0.5 nimisha = 0,10561056105610561056105610561056
Otra versión de estas equivalencias aparece en el Bhagavata-purana (texto religioso del siglo XI d. C.):
- mediodía (12 h) = 4 iamas
- 1 iama [3 h] = 6 dandas
- 1 nadika (o danda) [30 min] = 15 laghus
- 1 laghu [2 min] = 15 kasthas
- 1 kastha [8 s] = 5 kshanas
- 1 kshana [1,6 s] = 3 nimeshas
- 1 nimesha [0,5333 s] = 3 lavas
- 1 lava [0,1777 s] = 3 vedhas
- 1 vedha [0,0592 592 592 592 o 6 centésimas de segundo] = 100 trutis
- 1 truti [0,000592 592 592 592 s] = 3 trasarenus
- 1 trasarenu = 0,00019753086419 s (198 millonésimas de segundo).

### Ióyana
Según distintos investigadores, la longitud de un ióyana podría equivaler a una distancia de entre 8 y 10 millas.
La longitud más aceptada en la actualidad equivale a 8,757 millas o 14,093 km (1,609344 km/mi).

### Traducción a unidades actuales
De esta manera, 2202 ióyanas serían entre (31.032,842 km) recorridos en medio «parpadeo» (266 milésimas de segundo), representan una velocidad de 116.664,82 km/s.

### Velocidad del Sol
La órbita del Sol tiene una longitud de 936 millones de km aproximadamente y la duración de un año solar equivale a 31.556.926 s (365 días, 5 h, 48 m y 46 s; y un día solar equivale a 24 h, 3 min, 56,56 s). Por lo tanto la «velocidad» del Sol (si se moviera alrededor de la Tierra) sería de 29,6668 km/s.
Entonces el error de los indios medievales se encontraría en el orden del 392.269,0%.
En el capítulo 6 del primer libro del Visnu-purana se presenta la definición del ioyana:
10 paramanu = 1 parasuksma
10 parasuksma = 1 trasarenu
10 trasarenu = 1 mahiraja (particle of dust)
10 mahíraja = 1 bálágra (hair’s point)
10 bálágra = 1 liksa
10 liksa= 1 iuka
10 iukas = 1 iavodara (corazón de grano de cebada)
10 yavodaras = 1 yava (grano de cebada de tamaño medio)
10 yava = 1 angula (ancho de un dedo, en la India actual se considera de 0.75 pulgadas, o 19.05 mm)
6 angula = 1 pada (ancho de un pie); o bien 12 o 15 angulas = 1 pada (1 pie de 25 cm)
2 padas = 1 vitasti
2 vitasti = 1 jasta (‘codo’, desde el codo hasta la punta del dedo medio) = 42 cm
4 jasta = 1 dhanu = 1 danda (vara) o paurusha (altura de un varón) = 1.68 m
2000 dandas = 1 gaviuti (distancia a la que se puede oír el mugido de una vaca [gava]) = 3360 m
4 gavyutis = 1 yojana = 13 440 m
1 krośa = 1000 dandas = 4000 jastas = 0.25 gaviuti
1 krośa = 2000 daṇḍas = 8000 jastas = 0.5 gaviuti
1 gavyuti = 2 krośas = 4000 daṇḍas = 16 000 jastas = 6720 m
1 ioyana = 4 gaviutis = 8 krośas = 16 000 dandas = 64 000 jastas = 26 880 m
Si el ioyana mide 26.88 km:

2202 × 26.88 km / 0.1056 s = 59 189.76 km / 0,1056 s = 560 453,04 km/s
Si este valor indicado por Saiana es el de la velocidad de la luz, entonces los indios de la época del Rig-veda (hace 3600 años) medirían:
560 453,04 --- 300 000 km/s
168 cm ----------- 89,9272 cm

## Ediciones
- Sayana; Müller, Max (ed.): Rig-Veda sanskrit-ausgabe mit kommentar des Sayana (aus dem 14. Jh. n. Chr.), 6 volúmenes. Londres: 1849-1875.
- Sayana: Rigveda-Samhitā śrīmat Sāyanāchārya virachita-bhāṣya-sametā. Pune (India): Vaidika Samśodhana Mandala, 1972.